# Grootvorstendom Servië
Het grootvorstendom Servië (Servisch: Великожупанска Србија, Velikožupanska Srbija) was een land op de Balkan dat bestond van 1091 tot 1217.

## Geschiedenis
Raška was een deel van het koninkrijk Duklja. Koning Konstantin Bodin van Duklja (1081-1101) werd tweemaal gevangengenomen door de Byzantijnen, eenmaal in 1073 en een tweede maal in 1091. Van de chaos in 1091 profiteerde župan Vukan van Raška om zich los te scheuren en riep zichzelf uit tot veliki župan, grootžupan. Byzantijns keizer Alexios I Komnenos zag dit met lede ogen aan en riep Vukan via het thema Dyrrhachium (zie kaart) tot terughoudendheid. Na de dood van Konstantin Bodin in 1101 mengde Vukan zich in de interne aangelegenheden in Duklja.  In 1106 plunderde Vukan nogmaals Byzantijnse gebieden, ditmaal maakte hij gebruik van een Normandische inval in het Byzantijnse Rijk. Vukan versloeg keizer Johannes II Komnenos maar moest zich uiteindelijk onderwerpen en gijzelaars afstaan.
De zoon van Vukan, Uroš I, spande samen met Đorđe Vojislavljević van Duklja tegen Byzantium. In 1131 werd Đorđe gevangengenomen, dit betekende het einde van Duklja. Uroš I zocht nu steun bij koning Béla II van Hongarije en bood zijn dochter Helena als vrouw aan. De twee zonen van Uroš I, Uroš II en Desa, werkten eerst samen tot in 1150 onenigheid ontstond tussen beiden. Desa koos de kant van Hongarije, Uros II de kant van Byzantium. Tegen de dood van Uros II in 1166 was het Grootvorstendom Servië een vazalstaat van Byzantium.
Keizer Manuel I Komnenos benoemde de Stefan Nemanja, vorst van Zeta tot nieuwe grootžupan. Toen Stefan Nemanja te veel macht kreeg, werd hij door de keizer in 1172 gevangengenomen. Daarna waren de relaties met Byzantium goed zo lang de keizer leefde.
In 1196 trad Stefan Nemanja af en werd monnik op de berg Athos. De aanstelling van zijn tweede zoon, Stefan Nemanjić, als zijn opvolger leidde tot een troonstrijd. De oudste zoon Vukan zocht steun bij Hongarije. In 1202 vluchtte Stefan Nemanjić naar Kalojan, tsaar van Bulgarije. De inmenging van de Republiek Venetië in de Vierde Kruistocht gaf de gelegenheid aan Stefan Nemanjić om in 1204 zijn troon te heroveren.
Paus Honorius III (1216-1227) zag in de neergang van het Byzantijnse Rijk een opportuniteit om de invloedssfeer van de Katholieke Kerk te vergroten en bood aan Stefan Nemanjić in 1217 de koningstitel aan, die hij met gretigheid aanvaardde.

## Grootvorsten

### Urošević-dynastie
- Vukan, 1080-1114
- Uroš I, 1118-1140
- Uroš II, 1140-1161
- Desa, 1161-1165
- Tihomir 1165-1167 (zijtak van de Urošević-dynastie)

### Nemanjić-dynastie
- Stefan Nemanja, 1167-1196
- Stefan Nemanjić, 1196-1217

## Kaarten

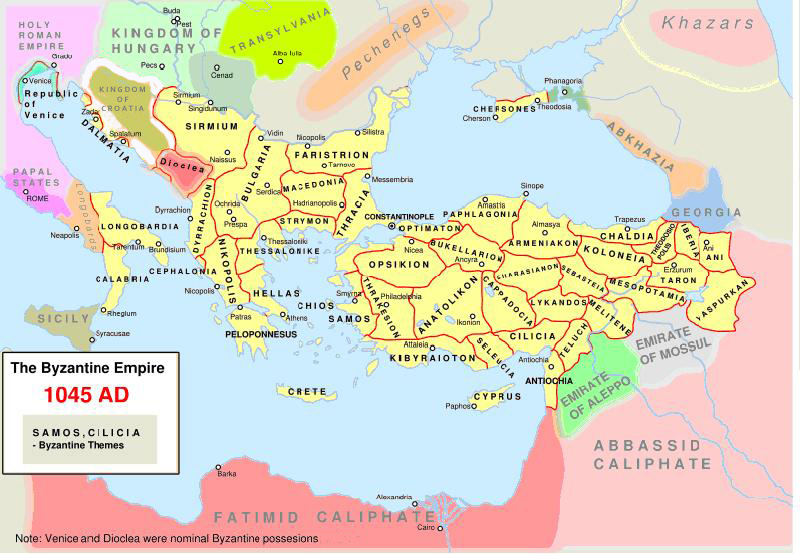
Byzantijnse Rijk
Rijk van Konstantin Bodin